# Craig Doerge
Craig Doerge (Cleveland, 4 dicembre 1944) è un tastierista e compositore statunitense.

## Biografia
Iniziò a suonare in una band universitaria ad Hartford, nel Connecticut, e poi si trasferì a Los Angeles a metà degli anni sessanta per lavorare come musicista e compositore in studio con A&M Records, e con Jim Keltner e altri che suonavano su colonne sonore di cartoni animati. Dopo essere apparso nell'album Permanent Damage dei GTO, ha collaborato con Judy Henske e Jerry Yester nella band Rosebud, sposando in seguito Henske. Dai primi anni settanta è apparso in molti progetti. Inizialmente questi includevano album di Lee Hazlewood e Linda Ronstadt, e ha anche registrato un album da solista per la Columbia Records nel 1974.
Ha anche formato The Section, un supergruppo, con Danny Kortchmar, Leland Sklar e Russ Kunkel, che ha registrato tre LP per lo più strumentali tra l'inizio e la metà degli anni settanta. Questa band ha continuato negli anni ottanta nelle registrazioni e come gruppo di supporto in tour per Crosby, Stills e Nash, James Taylor e Jackson Browne.
Doerge ha anche collaborato come autore di canzoni con Browne, David Crosby, Paul Williams e altri, e ha lavorato alle colonne sonore dei film. Negli ultimi anni ha prodotto due album per sua moglie, Judy Henske.